# Женщина без предрассудков
Женщина без предрассудков ― рассказ русского писателя Антона Павловича Чехова. Впервые был опубликован 10 февраля 1883 года в московском юмористическом иллюстрированном журнале «Зритель» под псевдонимом «А. Чехонте». При жизни Чехова рассказ на иностранные языки не был переведён, но позднее многократно переводился.

## Содержание
Статный тридцатилетний государственный служащий Максим Кузьмич Салютов признаётся в любви привлекательной женщине по имени Елена Гавриловна. Она отвечает ему взаимностью. Родители невесты, состоятельные и почтенные люди, также дают своё согласие на их женитьбу.
До брачной ночи Максим Кузьмич должен сделать одно признание своей избраннице: он считает, что не достоин своей любви, потому что в двадцать лет он работал цирковым клоуном. Свежеиспечённая жена, смеясь, требует у него доказательств.
Утром после брачной ночи беспокойные родители Елены Гавриловны слышат ужасный грохот из комнаты, где находится свадебное ложе молодожёнов. Взбудораженные родители недоумевают от этого шума; отец Елены Гавриловны робко подходит к их комнате и становится очевидцем того, как его зять весело демонстрирует акробатику, а Елена, будучи в полнейшем восторге и счастье, ему аплодирует.

## Экранизация
Фильм «Джокер» (2016) был снят по мотивам данного рассказа Чехова. Режиссёр ― Александр Каурых.